# 加里·迪宁
加里·迪宁（英語：Gary Dineen，1943年12月24日—2006年4月1日），加拿大男子冰球运动员。他曾代表加拿大参加1964年和1968年冬季奥林匹克运动会冰球比赛，其中1968年冬季奥运会获得一枚铜牌。